# 大力神在紐約
《大力神在紐約》（英語：Hercules in New York）是一部1970年美國奇幻喜劇電影，阿諾·史瓦辛格首部演出的電影，當年他22歲。不過，他遺憾自己曾演出此電影。

## 故事
天神宙斯的兒子海格力斯，來到美國現代大城市的紐約，發揮神力令眾人目定口呆。